# كاليسيا
كاليسيا (بالإنجليزية: Kalesija)‏ هي مدينة في كانتون توزلا في البوسنة والهرسك.
يبلغ عدد سكانها حوالي 36٬748 نسمة.

## أعلام
- عاصم سيهتش